# اولکساندر گووزدیک
اولکساندر گووزدیک (اوکراینی: Олександр Сергійович Гвоздик؛ زادهٔ ۱۵ آوریل ۱۹۸۷) بوکسور اهل اوکراین است.